# Annabel Ellwood
Annabel Ellwood (Canberra, 2 febbraio 1978) è un'ex tennista australiana.

## Carriera
Raggiunse il suo best ranking in singolare il 21 aprile 1997 con la 57ª posizione; nel doppio divenne, il 27 ottobre 1997, la 60ª del ranking WTA.
Nel 2001, in coppia con la sudafricana Nannie de Villiers raggiunse la finale del Canberra International, venendo però sconfitta dalla coppia formata dalla statunitense Nicole Arendt e dalla giapponese Ai Sugiyama con il risultato di 4-6, 6(2)–7. Raggiunse, inoltre, nel 1998 il terzo turno degli Australian Open, miglior risultato ottenuto nei tornei del grande slam. Nell'ITF Women's Circuit vanta un totale di nove tornei vinti in singolare e quattordici in doppio.
In tre occasioni venne convocata nella squadra australiana di Fed Cup tra il 1997 e il 1998, con un bilancio complessivo di tre vittorie e due sconfitte.

## Statistiche

### Tornei WTA

#### Doppio

##### Sconfitte in finale (1)
| Legenda               |
| --------------------- |
| Grande Slam (0)       |
| Ori Olimpici (0)      |
| WTA Championships (0) |
| Tier I (0)            |
| Tier II (0)           |
| Tier III (1)          |
| Tier IV & V (0)       |

| N. | Data           | Torneo                           | Superficie | Compagna           | Avversaria in finale      | Punteggio   |
| 1. | 8 gennaio 2001 | Canberra International, Canberra | Cemento    | Nannie de Villiers | Nicole Arendt Ai Sugiyama | 4-6, 6(2)–7 |

### Tornei minori

#### Singolare

##### Vittorie (9)
| Torneo 100 000 $ (0) |
| Torneo 75 000 $ (0)  |
| Torneo 50 000 $ (0)  |
| Torneo 25 000 $ (7)  |
| Torneo 10 000 $ (2)  |

| N. | Data             | Torneo                                                         | Superficie  | Avversaria in finale   | Punteggio        |
| 1. | 10 ottobre 1994  | ITF Women's Circuit Kuroshio, Kuroshio                         | Cemento (i) | Siobhan Drake-Brockman | 2-6, 6-3, 6-4    |
| 2. | 24 ottobre 1994  | ITF Women's Circuit Kyoto, Kyoto                               | Cemento     | Kim Il-soon            | 6-4, 7–6(7)      |
| 3. | 14 agosto 1995   | ITF Women's Circuit Fayetteville, Fayetteville                 | Cemento     | Francesca Lubiani      | 7–6(7), 3-6, 6-1 |
| 4. | 4 novembre 1996  | City of Mount Gambier Blue Lake Women's Classic, Mount Gambier | Cemento     | Jane Taylor            | 6-3, 6-4         |
| 5. | 11 novembre 1996 | Nyrstar Port Pirie Tennis International, Port Pirie            | Cemento     | Choi Ju-yeon           | 6-3, 6-4         |
| 6. | 9 dicembre 1996  | ITF Women's Circuit Hope Island, Hope Island                   | Cemento     | Evie Dominikovic       | 6-3, 6-3         |
| 7. | 5 aprile 1999    | ITF Women's Circuit Fresno, Fresno                             | Cemento     | Alicia Molik           | 3-6, 6-4, 6-2    |
| 8. | 4 ottobre 1999   | ITF Women's Circuit Dalby, Dalby                               | Cemento     | Wynne Prakusya         | 7–6(7), 7–6(8)   |
| 9. | 26 febbraio 2001 | William Loud Bendigo International, Bendigo                    | Cemento     | Christina Wheeler      | 3-6, 6-2, 6-4    |

#### Doppio

##### Vittorie (14)
| Torneo 100 000 $ (0) |
| Torneo 75 000 $ (0)  |
| Torneo 50 000 $ (1)  |
| Torneo 25 000 $ (10) |
| Torneo 10 000 $ (3)  |

| N.  | Data             | Torneo                                                         | Superficie    | Compagna            | Avversaria in finale             | Punteggio          |
| 1.  | 25 aprile 1994   | AEGON Pro Series Woking, Woking                                | Cemento       | Lisa McShea         | Shannon Peters Caroline Stassen  | 3-6, 6-4, 6-0      |
| 2.  | 17 ottobre 1994  | ITF Women's Circuit Kugayama, Kugayama                         | Cemento (i)   | Trudi Musgrave      | Kim Il-soon Park In-sook         | 6-4, 6-0           |
| 3.  | 24 ottobre 1994  | ITF Women's Circuit Kyoto, Kyoto                               | Cemento       | Trudi Musgrave      | Chen Jing-jing Li Li             | 4-6, 7–6(7), 6-3   |
| 4.  | 27 novembre 1995 | ITF Women's Circuit Mount Gambier, Mount Gambier               | Cemento       | Kirrily Sharpe      | Maja Murić Catherine Tanvier     | 6-4, 6-1           |
| 5.  | 11 dicembre 1995 | ITF Women's Circuit Nuriootpa, Nuriootpa                       | Cemento       | Kirrily Sharpe      | Maja Murić Louise Pleming        | 6-4, 5-7, 6-4      |
| 6.  | 5 agosto 1996    | Mitra Kemayoran Women's Circuit, Giacarta                      | Cemento       | Kerry-Anne Guse     | Jeon Mi-ra Benjamas Sangaram     | 6-3, 6-2           |
| 7.  | 5 aprile 1999    | ITF Women's Circuit Fresno, Fresno                             | Cemento       | Erika de Lone       | Kim Grant Kristina Triska        | 7-5, 7-5           |
| 8.  | 12 aprile 1999   | Lexus of Las Vegas Open, Las Vegas                             | Cemento       | Erika de Lone       | Rika Hiraki Lisa McShea          | 7–6(7), 6-2        |
| 9.  | 3 maggio 1999    | ITF Women's Circuit Sarasota, Sarasota                         | Cemento       | Lisa McShea         | Renata Kolbovic Karin Miller     | 7-5, 7–6(7)        |
| 10. | 21 febbraio 2000 | AEGON Pro Series Bushey, Bushey                                | Sintetico (i) | Nadežda Ostrovskaja | Julie Pullin Lorna Woodroffe     | 6-1, 6-1           |
| 11. | 16 ottobre 2000  | ITF Women's Circuit Brisbane, Brisbane                         | Cemento       | Nannie de Villiers  | Kerry-Anne Guse Rachel McQuillan | 3-5, 4-1, 5-3, 4-1 |
| 12. | 13 novembre 2000 | Nyrstar Port Pirie Tennis International, Port Pirie            | Cemento       | Nannie de Villiers  | Evie Dominikovic Amanda Grahame  | 3-6, 6-2, 6-4      |
| 13. | 20 novembre 2000 | ITF Women's Circuit Nuriootpa, Nuriootpa                       | Cemento       | Nannie de Villiers  | Rachel McQuillan Lisa McShea     | 7–6(7), 6-3        |
| 14. | 27 novembre 2000 | City of Mount Gambier Blue Lake Women's Classic, Mount Gambier | Cemento       | Nannie de Villiers  | Evie Dominikovic Amanda Grahame  | 6-2, 6-2           |

### Risultati in progressione
| Sigla | Risultato               |
| ----- | ----------------------- |
| V     | Vincitore               |
| F     | Finalista               |
| SF    | Semifinalista           |
| O     | Oro olimpico            |
| A     | Argento olimpico        |
| SF    | Bronzo olimpico         |
| QF    | Quarti di Finale        |
| 4T    | Quarto turno            |
| 3T    | Terzo turno             |
| 2T    | Secondo turno           |
| 1T    | Primo turno             |
| RR    | Round Robin             |
| LQ    | Turno di qualificazione |
| A     | Assente                 |
| ND    | Non disputato           |

| Legenda superfici    |
| -------------------- |
| Cemento              |
| Terra battuta        |
| Erba                 |
| Superficie variabile |

#### Singolare nei tornei del Grande Slam
| Torneo          | 1995 | 1996 | 1997 | 1998 | 1999 | 2000 | 2001 | 2002 | 2003 | 2004 |
| --------------- | ---- | ---- | ---- | ---- | ---- | ---- | ---- | ---- | ---- | ---- |
| Australian Open | 1T   | 1T   | 2T   | 3T   | 1T   | 1T   | 1T   | A    | A    | A    |
| Open di Francia | A    | A    | 1T   | 1T   | A    | A    | A    | A    | A    | A    |
| Wimbledon       | A    | 1T   | 1T   | A    | A    | A    | A    | A    | A    | A    |
| US Open         | A    | 2T   | 1T   | A    | A    | A    | A    | A    | A    | A    |

#### Doppio nei tornei del Grande Slam
| Torneo          | 1995 | 1996 | 1997 | 1998 | 1999 | 2000 | 2001 | 2002 | 2003 | 2004 |
| --------------- | ---- | ---- | ---- | ---- | ---- | ---- | ---- | ---- | ---- | ---- |
| Australian Open | 1T   | 2T   | 2T   | 1T   | 1T   | 3T   | 1T   | 1T   | A    | A    |
| Open di Francia | A    | 2T   | 1T   | 1T   | 1T   | 1T   | 3T   | A    | A    | A    |
| Wimbledon       | A    | A    | 1T   | 1T   | 1T   | 3T   | 1T   | A    | A    | A    |
| US Open         | A    | 1T   | 3T   | 1T   | 1T   | 1T   | 1T   | A    | A    | A    |

#### Doppio misto nei tornei del Grande Slam
| Torneo          | 1995 | 1996 | 1997 | 1998 | 1999 | 2000 | 2001 | 2002 | 2003 | 2004 |
| --------------- | ---- | ---- | ---- | ---- | ---- | ---- | ---- | ---- | ---- | ---- |
| Australian Open | A    | A    | A    | 1T   | A    | A    | 2T   | 2T   | A    | A    |
| Open di Francia | A    | A    | 1T   | A    | 1T   | A    | A    | A    | A    | A    |
| Wimbledon       | A    | 3T   | A    | 2T   | 2T   | A    | 1T   | A    | A    | A    |
| US Open         | A    | A    | A    | A    | A    | A    | A    | A    | A    | A    |